# The Cure (1917)
The Cure (bra: Carlitos nas Termas; prt: Charlot nas Termas) é um filme mudo estadunidense de 1917, escrito, produzido, dirigido e protagonizado Charles Chaplin.

## Sinopse
Um bêbado vai a um spa para se "curar" de sua embriaguez. Ao longo do tratamento, ele enfrenta outros pacientes e seduz uma moça.

## Elenco
- Charles Chaplin .... bêbado
- Edna Purviance .... moça
- Eric Campbell
- Henry Bergman .... massagista
- John Rand .... atendente
- James T. Kelley .... atendente
- Albert Austin .... atendente
- Frank J. Coleman